# Achramorphidae
Achramorphidae is een familie van sponsdieren uit de klasse van de Calcarea (kalksponzen).

## Geslachten
- Achramorpha Jenkin, 1908
- Megapogon Jenkin, 1908